# (5249) Giza
(5249) Giza  es un asteroide perteneciente al cinturón de asteroides, descubierto el 18 de abril de 1983 por Norman G. Thomas desde el Observatorio Lowell, en Flagstaff, Arizona, Estados Unidos.

## Designación y nombre
Giza se designó inicialmente como 1983 HJ.
Más adelante fue nombrado en honor a la ciudad egipcia de Giza.

## Características orbitales
Giza orbita a una distancia media del Sol de 3,1707 ua, pudiendo acercarse hasta 2,7083 ua y alejarse hasta 3,6330 ua. Tiene una excentricidad de 0,1458 y una inclinación orbital de 2,1672° grados. Emplea en completar una órbita alrededor del Sol 2062 días.

## Características físicas
Su magnitud absoluta es 12,3. Tiene 20,502 km de diámetro. Su albedo se estima en 0,049.